# Antonio Rossetti (scultore)

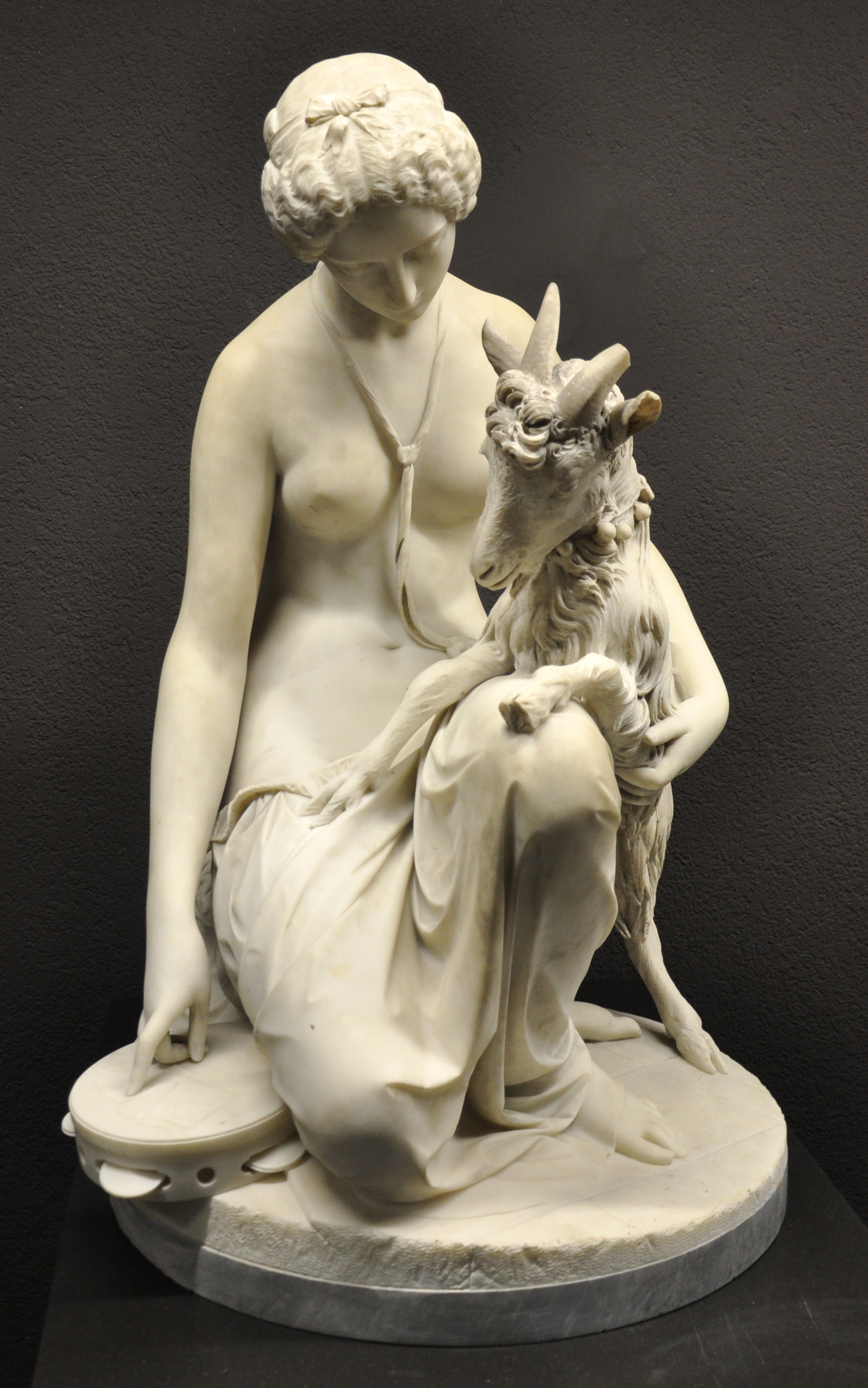
Esmeralda con la capra

Antonio Rossetti (Milano, 31 ottobre 1819 – 1889) è stato uno scultore italiano.

## Biografia
Antonio Rossetti si forma a Milano con Francesco Somaini. Nel 1843 si trasferisce a Roma dove propone un progetto per il monumento a Ciceruacchio e realizza il busto di Volta collocato al Pincio. Per la Certosa di Bologna realizza le sculture dei monumenti al principe lituano Teodoro Galitzin (1851) e al fratello Michele (1861), in collaborazione con Giuseppe Palombini su progetto di Antonio Cipolla, considerate tra le opere di maggior pregio del cimitero monumentale.
Nel corso della sua carriera artistica realizza ritratti e monumenti funebri, statue di nudi e opere di genere, che lo renderanno popolare come scultore "da salotto".
Alcune sue opere sono conservate presso il Städelsches Kunstinstitut ( Esmeralda con la capra, 1856 circa) il Museo Soumaya (Amor segreto, 1876) o ancora l'Ermitage (Esmeralda con la capra, 1856).

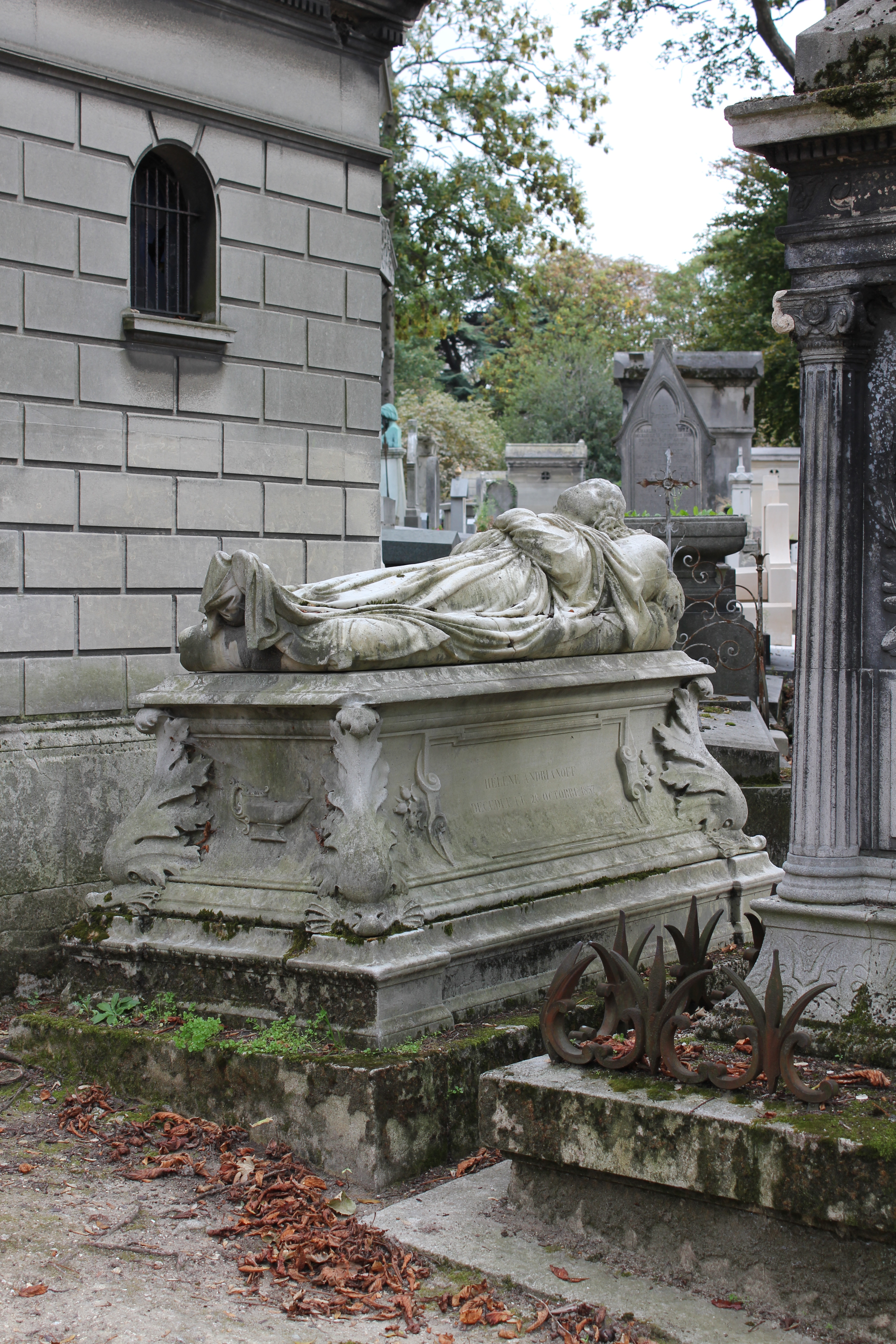
Monumento a Hélène Andrianoff, Parigi
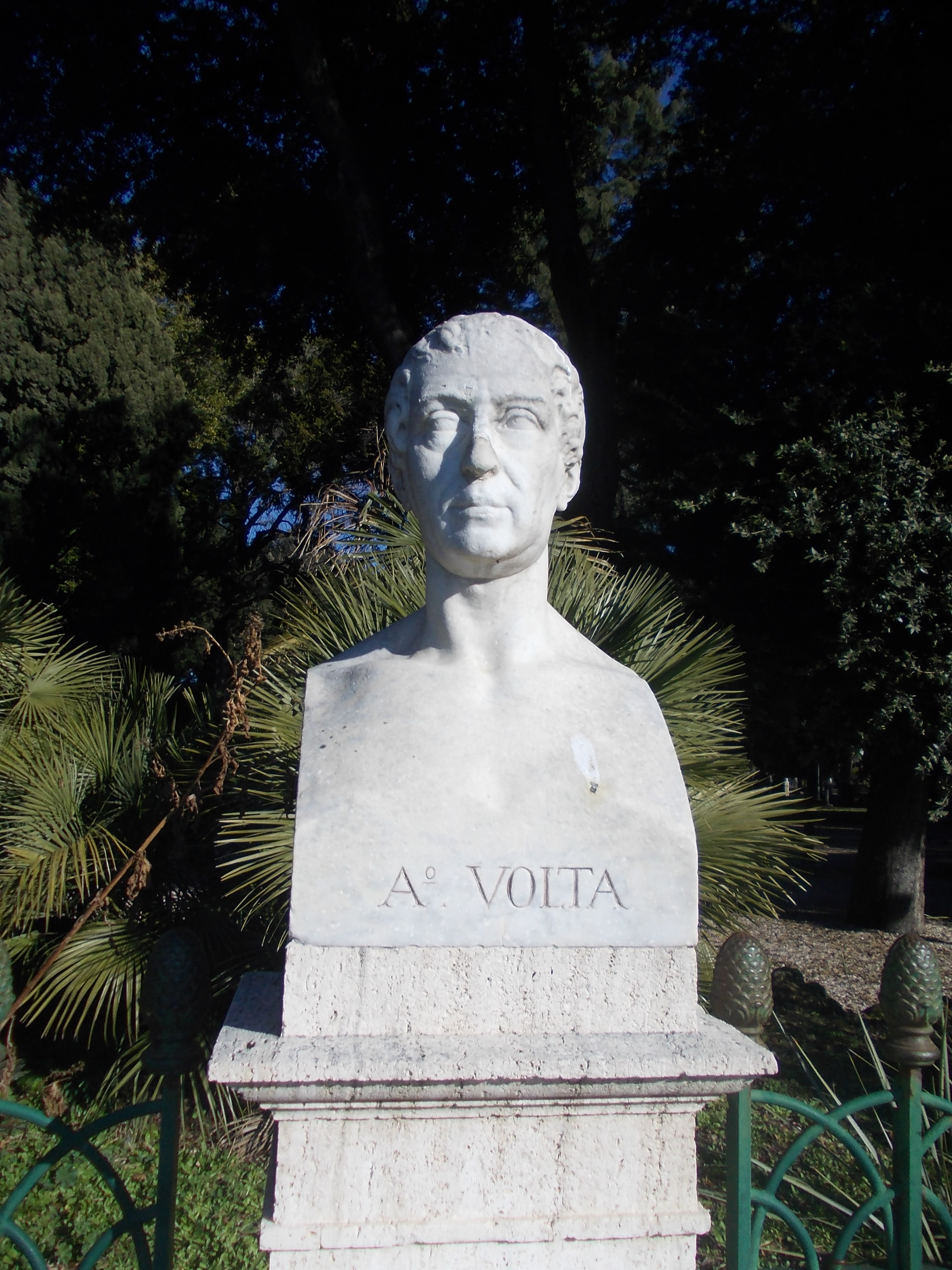
Busto di Alessandro Volta, Roma
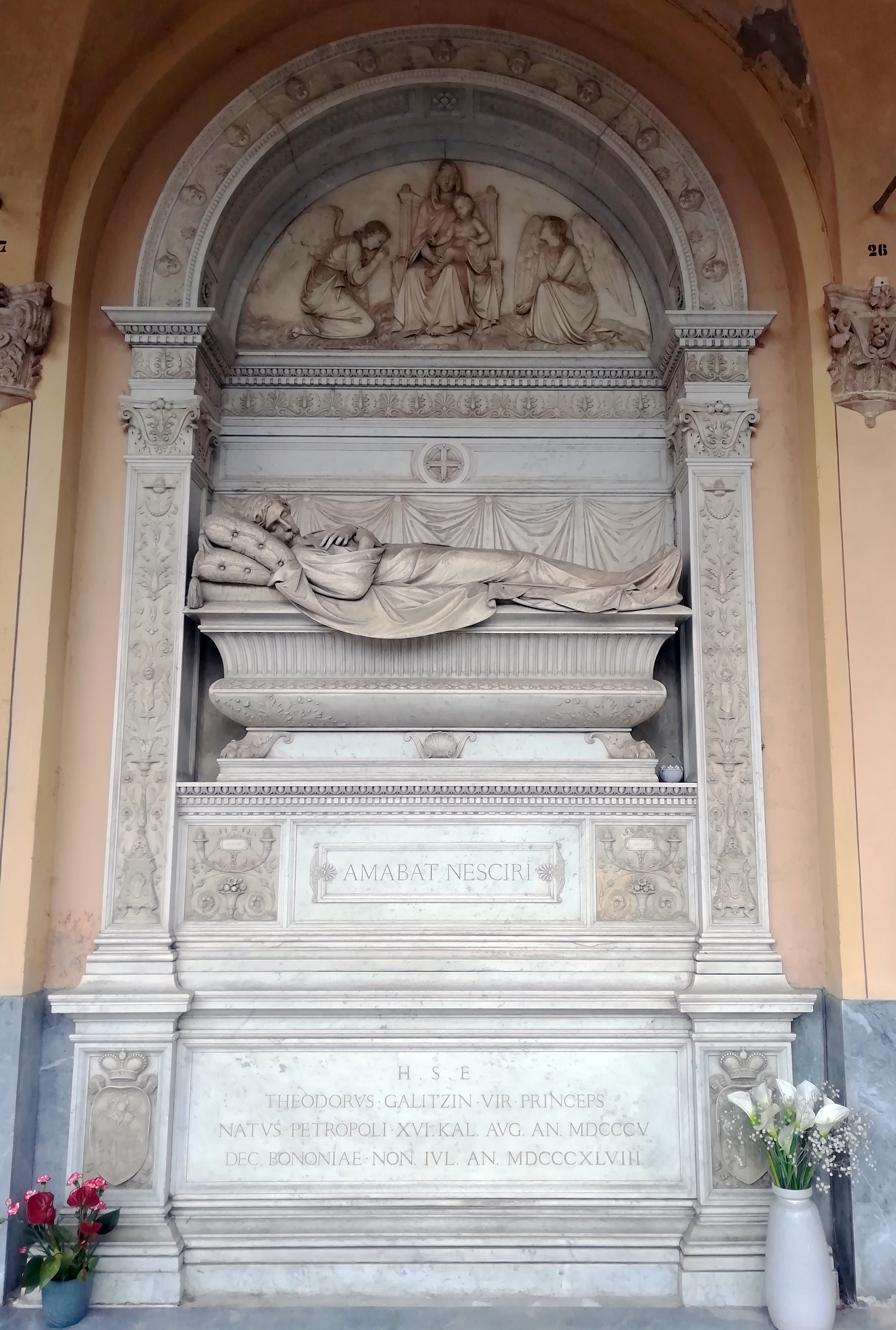
Monumento a Teodoro Galitzin, Bologna
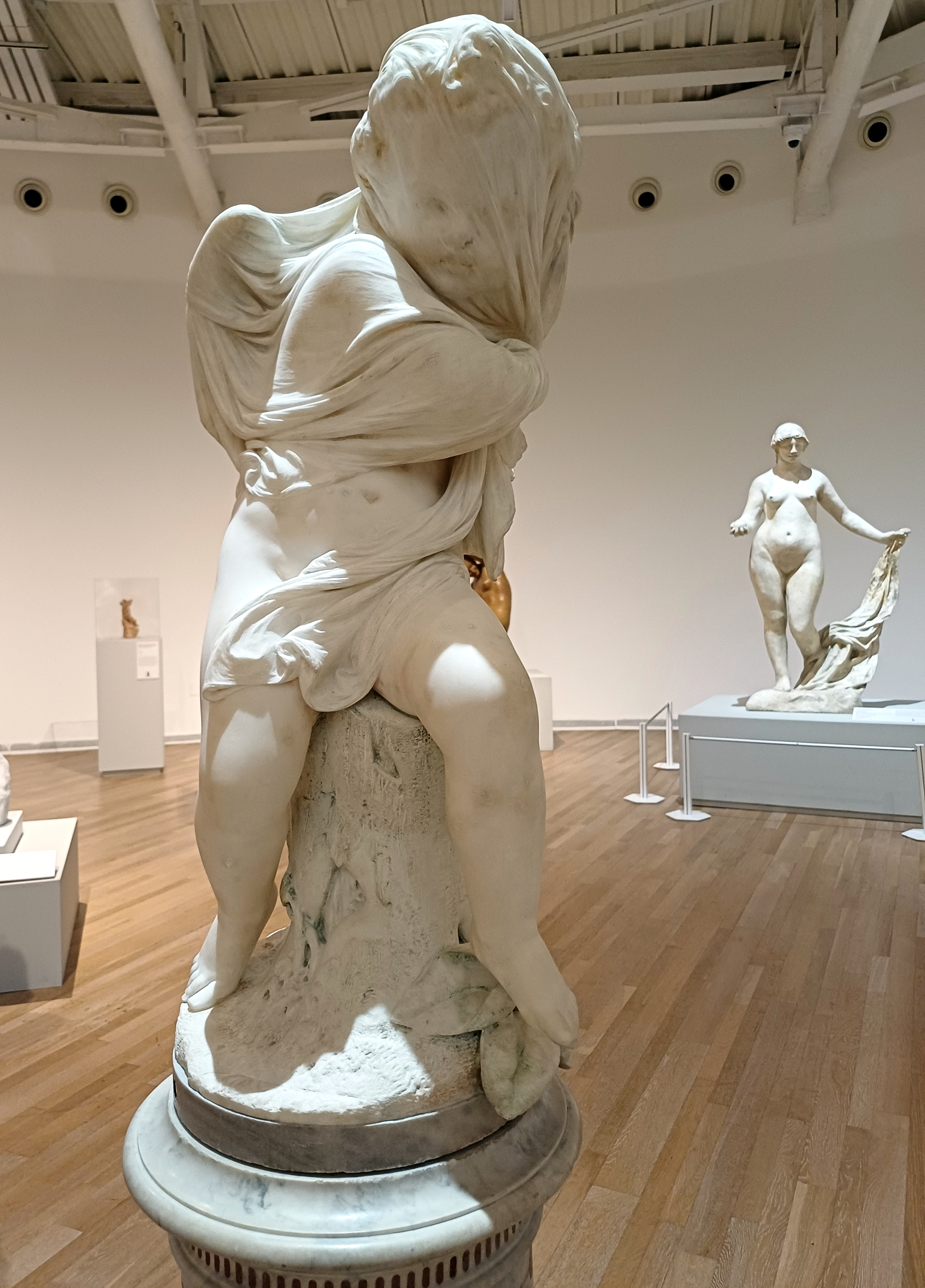
Amor segreto, Città del Messico

## Esposizioni
- 1888 - Londra - Garibaldi, Mercante d'amore, Amore segreto, Ingenua e Ofelia
- 1887 - Roma
- 1879 - Roma - Ritratto di D. Marino Torlonia, L’Estate, La tentazione di una Vestale, Psiche e Amore
- 1877 - Liverpool